# دانا آنگلولین
دانا آنگلولین (به انگلیسی: Dana Angluin) استاد بازنشسته علوم رایانه در دانشگاه ییل است. او به دلیل کار اساسی در نظریه یادگیری محاسباتی‌ و محاسبات توزیع شده شناخته شده است.

## تحصیلات
آنگلولین مدرک کارشناسی (۱۹۶۹) و پی‌اچ‌دی (۱۹۷۶) خود را  در دانشگاه کالیفرنیا، برکلی دریافت کرد.  پایان‌نامه او با عنوان «کاربردی از نظریه پیچیدگی محاسباتی در مطالعه استنباط استقرایی» یکی از اولین آثاری بود که نظریه پیچیدگی را در زمینه استنباط استقرایی به کار برد. آنگلولین در سال ۱۹۷۹ به دانشکده ییل پیوست.

## پژوهش
آنگلولین مقالاتی در مورد نظریه یادگیری محاسباتی و یادگیری مجموعه‌های منظم از پرس و جوها و نمونه‌های متقابل (الگوریتم L*) نوشته است. در رایانش توزیع‌شده، او مدل پروتکل عمومی را اختراع کرد و مشکل اجماع را مطالعه و حل کرد. در الگوریتم‌های احتمالی، او الگوریتم‌های تصادفی شده برای مدارها و تطبیق‌های هامیلتونین را مطالعه کرده است.
آنگلولین به تأسیس کنفرانس تئوری یادگیری محاسباتی (COLT) کمک کرد و در کمیته‌های برنامه و کمیته‌های راهبری COLT خدمت کرده است.